# Tisha B'Av

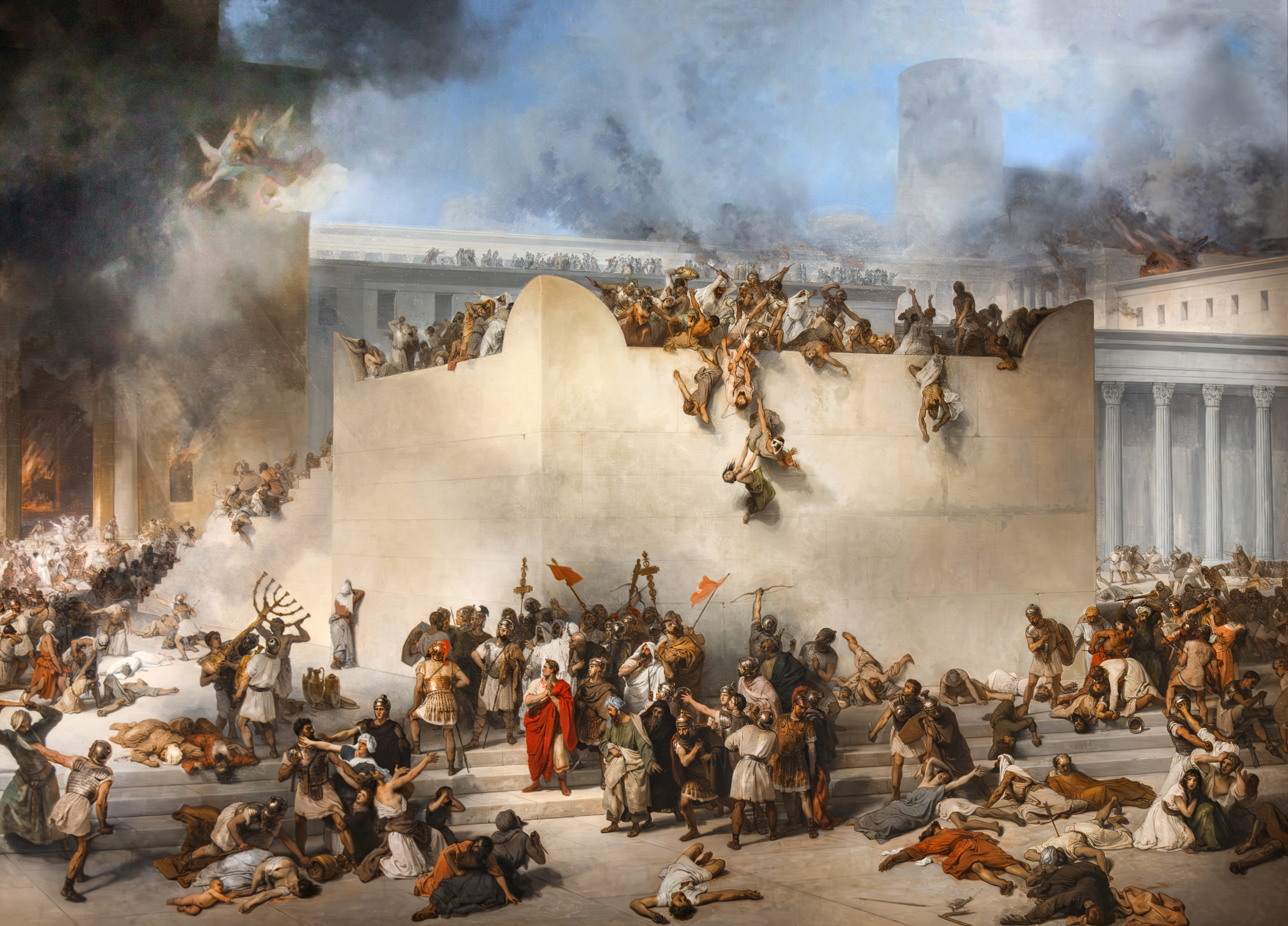
Distrugerea Templului din Ierusalim de către romani, într-un tablou al pictorului italian Francesc Hayez, 1867

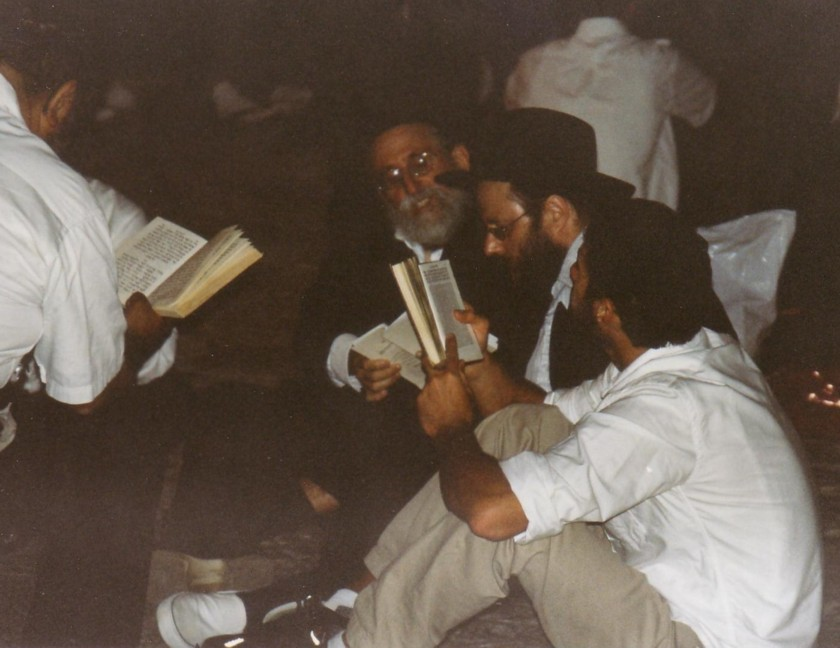
Evrei ortodocşi, așezați pe paviment, rostind Kinot în fața Zidului de apus din Ierusalim

Tisha B'Av  sau Ziua a 9-a lunii Av (în ebraică:תִּשְׁעָה בְּאָב - Tiș'á b'Av sau, pe scurt, ט' בְּאָב - Tet beAv)  este o zi de post în religia iudaică, stabilită în cartea profetului Zaharia 8:19 împreună cu alte trei posturi în amintirea distrugerii Templului din Ierusalim  - a celui dintâi Templu - în anul 586 î.e.n de către babilonienii conduși de regele Nabucodonosor, și a celui de-al doilea Templu, în anul 70 e.n., de către romanii sub ordinele lui Titus. 
Cadența în ziua a 9-a a lunii Av a fost stabilită de învățații talmudiști având sursa în cuvintele profeților lui Israel și în această zi se ține postul cel mai greu dintre cele patru posturi în amintirea distrugerii Templului. Ea reprezintă culminarea  perioadei de doliu de trei săptămâni cunoscute sub numele Bein HaMețarim care încep cu postul de 17 Tamuz. În caz că 9 Av cade sâmbată, postul se amână pe a doua zi, 10 Av.
După unele tradiții evreiești, Mântuitorul, Mesia, se naște la 9 Av. Totodată se crede că după venirea lui Mesia și clădirea celui de-al III-lea Templu, ziua de 9 a lunii Av va înceta să mai fie o zi de post, și va deveni o sărbătoare de bucurie.
Postul de Tisha Be'Av este de o zi întreagă, ca și cel de Iom Kipur, impunându-se abținerea de la orice  mâncare și băutură, inclusiv apă, și numeroase alte restricții. Deosebirea este că de Tisha Be'Av munca nu este interzisă. În schimb, este singura zi din an în care nu se studiază Tora (adică Talmudul sau Tora orală). În sinagogă credincioșii se așează pe jos, la rugăciunea de dimineață, se citește în public cartea Plângerilor lui Ieremia din Biblie (Vechiul Testament), și apoi se rostesc elegii, numite Kinot, care exprimă nostalgia de Sion.

## Originea și porunca postului
Cucerirea Ierusalimului de c[tre babilonieni este descrisă în cartea II Melachim (sau 2 Regi): 

1 În al nouălea an al domniei lui Zedechia, în a zecea zi a lunii a zecea, Nebucadnețar, împăratul Babilonului, a înaintat împotriva Ierusalimului cu toată oștirea sa.
 Ei și-au așezat tabăra înaintea cetății și au zidit întărituri de jur împrejurul ei.
 2 Cetatea a fost în stare de asediu până în cel de-al unsprezecelea an al domniei regelui Zedechia.
 3 În ziua a noua a lunii a patra, foametea din cetate a devenit atât de mare, încât poporul țării nu mai avea nimic de mâncare.
 4 Atunci s-a pătruns în cetate, astfel că toți ostașii au fugit noaptea pe poarta dintre cele două ziduri, de lângă grădina regelui, în timp ce caldeenii înconjurau cetatea.
 Ei au luat-o pe drumul spre Araba,
 5 însă oștirea caldeenilor l-a urmărit pe rege și l-a ajuns în câmpiile Ierihonului. Toată oștirea lui se împrăștiase de lângă el.
 6 Ei l-au capturat pe rege și l-au dus la împăratul Babilonului, la Ribla, unde a fost rostită o sentință împotriva lui.
 7 Ei i-au înjunghiat pe fiii lui Zedechia înaintea ochilor lui. Apoi lui Zedechia i-au scos ochii, l-au legat cu lanțuri de bronz și l-au dus în Babilon.

8 În ziua a șaptea a lunii a cincea, în al nouăsprezecelea an al domniei împăratului Nebucadnețar, împăratul Babilonului, Nebuzaradan, căpetenia gărzilor, un slujitor al împăratului Babilonului, a pătruns în Ierusalim.
 9 El a dat foc Casei Domnului, palatului regelui și tuturor caselor din Ierusalim. El a dat foc tuturor caselor mari.

De remarcat că în text este amintită ziua de 7 Av ca ziua în care a fost distrus Primul Templu de către babilonieni. În cartea profetului Zaharia, profetul scrie cuvintele lui Dumnezeu care se găsesc astăzi în capitolul 8, versetul 19: 

«Așa zice DOMNUL (ADONAI) Țevaot: 
„Postul lunii a patra (numit și: Țom Tamuz) 
și postul lunii a cincea (numit și: Tișa bAv) 
și postul lunii a șaptea (numit și: Țom Ghedaliyahu) 
și postul lunii a zecea (numit și: Asara bTevet)
vor fi pentru casa lui Iuda bucurie și veselie și adunări fericite.
Deci iubiți Adevărul și Pacea!“» 

## Evenimente nefaste în istoria evreilor, legate de data de 9 Av

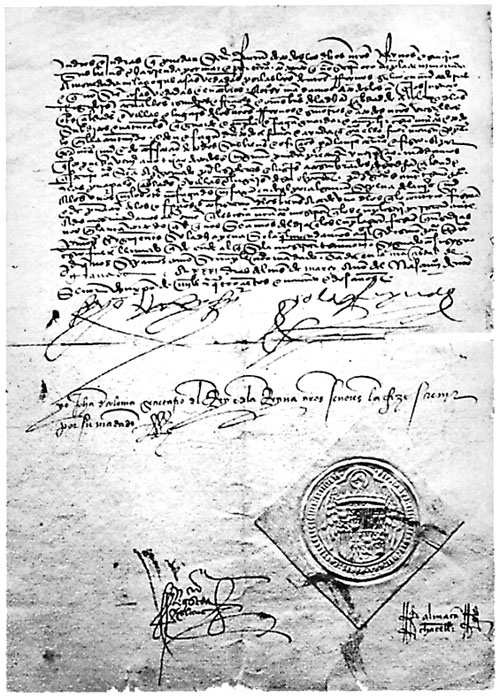
Decretul "regilor catolici" ai Castiliei și Aragonului, Ferdinand și Isabela, de expulzare a evreilor din Spania

După tradiția evreiască ziua de 9 Av este legată din vechime de nenorociri, între care cinci evenimente negative petrecute în antichitate (Maimonide, Zmanim, Taaniot, 5,3) 
- „Generației deșertului”, dintre israeliții fugiți sub conducerea lui Moise,i s-a interzis să intre în Țara Făgăduinței, din cauza „păcatului iscoadelor”
- Distrugerea Primului Templu din Ierusalim de către babilonieni sub Nebucadnețar (Nabucodonosor al II-lea)  în anul 587 î.Hr., și populația Regatului Iuda a fost trimisă în Exilul Babilonian. Conform Bibliei distrugerea Primului Templu a început pe 7 Av (2 Împărați 25:8) și a continuat până în 10 Av (Ieremia 52:12). Conform cu Talmudul Babilonian distrugerea actuală a Templului a început în a IX-a din Av, și a continuat să ardă până-n a X-a în Av.
- Distrugerea celui de-al Doilea Templu din Ierusalim de către romani (Titus)
- Cucerirea cetății Beitar de către romani (sub Adrian), simbol al înăbușirii revoltei lui Simon Bar Kohba
- Ierusalimul a fost arat cu plugul de către romani, împlinind profeții ale lui Ieremia (25,18) și Miheia (Miha) (3,12)

Alte evenimente care s-ar fi petrecut ulterior de 9 Av în istoria evreilor:
- Expulzarea evreilor din Anglia la 18 iulie 1290, din porunca regelui Eduard I . Evreilor li s-a dat răgaz ca până în noiembrie să părăsească regatul, în caz contrariu fiind pasibili de pedeapsa cu moartea.
- Expulzarea evreilor din Spania de către „Monarhii Catolici” Ferdinand și Isabela: li s-a impus ca în termen de patru luni, până la data de 31 iulie 1492, noaptea zilei de 8 Av, să plece din Spania. Memoria colectivă a legat și acest eveniment de ziua de 9 Av, deși termenul amintit a căzut cu puțin mai înainte.
- La 22 iulie 1942 naziștii au început transporturile în masă ale evreilor din Ghetoul Varșoviei spre lagărul de exterminare Treblinka.

## Comemorarea zilei de 9 Av în Israel
În Israel restaurantele și locurile de distracție sunt ,prin lege, închise în ajunul postului de 9 AV  și apoi, în ziua postului. Încălcarea legii, care este destul de frecventă, este pedepsită după lege prin amenzi.
Potrivit legii religioase Halaha, în timpul operațiilor militare, soldații combatanți sunt scutiți de post pentru a nu-și periclita viețile.  
Primul ministru Menahem Beghin  a propus să se reunească principalele zile de doliu național - Ziua Holocaustului, Ziua amintirii eroilor Israelului de dinaintea Zilei Independenței , precum și postul de 9 Av în aceeași zi - la 9 Av, dar ideea nu a fost acceptată.

### 9 Av în alte rituri și comunități religioase

#### Iudaismul reformat
Spre deosebire de iudaismul ortodox, iudaismul reformat clasic în secolul al XIX-lea, după învățătura rabinului David Einhorn, a renunțat la postul de 9 Av. Pe parcursul timpului evreii reformați au acordat atenție ceremonialului de doliu al acestei zile și credincioșii practicanți ai unora dintre congregațiile lor au revenit într-o măsură sau alta și la postire.

#### Iudaismul karait
Spre deosebire de iudaismul rabinic, la karaiții din Orientul Mijlociu, care trăiesc astăzi majoritatea în Israel, în loc de 9 Av se ține post în zilele de 7 și 10 Av.

#### Evreii mesianici
Ziua de 9 Av este celebrată și de mai multe mii de evrei numiți mesianici. La evreii mesianici postirea de 9 Av nu este obligatorie. În schimb, în sinagogile sau congregațiile mesianice ceremonialul de 9 Av include citirea Plângerilor lui Ieremia, precum și a unor pasaje din Noul Testament - din Faptele apostolilor, Evangheliile după Luca, Marcu și Matei.

###### Meditații în iudaismul mesianic
| Citirea Bibliei de Tișa b'Av la evreii mesianici |                                     |                    |                                                        |
| Ziua:                                            | Tanakh:                             | Haftara:           | Brit Hadașah:                                          |
| Maariv (De-Ajun):                                | Plângeri 1:1-5:22;                  | Ieremia 8:13-9:24; |                                                        |
| Șaharit:                                         | Deut.4:25-40; Plângeri 1:1-5:22 Iov | Ieremia 8:13-9:24; | Fapte 9:1-21; Luca 1:68; 19:41-44; Matei 24; Marcu 13; |